# Son-Goku
Son-Goku är huvudpersonen i mangaserien Dragon Ball. Han är ovanligt stark och snabb. Hans bästa vän Kuririn hjälper till, när det behövs som mest. Hans familj består av hans fru Chichi och deras två söner Son-Gohan och Son-Goten.
Son-Goku är inte från jorden, utan är en så kallad utomjording. Han kommer ifrån en annan planet, som heter Vegeta. Han får veta detta av sin bror Raditz (Goku visste inte att han hade någon bror). Goku var skickad till jorden för att utplåna människorna, men det hände aldrig, eftersom Goku som barn slog i huvudet så hårt att han glömde allt om sitt uppdrag. Goku har många fiender som till exempel Androiderna, Boo, Cell, Freezer, Dr. Gero, Cooler, King Cold, Nappa och Vegeta, men även vänner som Bulma. Goku och Vegeta blir också vänner senare.
Han har med flera andra förmågan att bli super-saiyajin.